# 恋路物語 -each little thing-
『恋路物語 -each little thing-』（こいじものがたり）は日本の映画作品。「KOIJI Short Story」制作委員会が制作した短編映画。監督は菅野宏彰。
ストーリーを全国から募集し、345作品の応募の中からグランプリ作品に選ばれた「ばあちゃんの恋」（関戸幸子著）を原作とした水俣の自然を舞台に「恋」を描いた作品。
公開は未定。完成記念上映会を2007年5月12日に水俣市文化会館で行われた。

## キャスト
- 沢崎ミキ ：谷村美月
- 長瀬ユウヤ ： 松澤傑
- 沢崎康平（お父さん）：渡辺いっけい
- 沢崎フミ（ばあちゃん）：草村礼子
- 沢崎弥生（お母さん）：藤崎世璃子
- 水野昌弘：大久保了
- 金子文助：山本圭祐
- 吉田夏子：石井里弥
- 坂本里美：島之原樞
- 松永陽子：森安真弓
- 清水有里：加東希望
- 坂本憲一：川岡大次郎

## スタッフ
- 監督：菅野宏彰
- 脚本：國澤真理子
- プロデューサー：小村幸司